# 赤红山椒鸟
（学名：[Pericrocotus speciosus] 错误：{{Lang}}：文本有斜体标记（帮助）），是雀形目鹃鵙科的一种鸟类。

## 特征
赤红山椒鸟体重约23.3克，翼长约94.2毫米，嘴峰长约19.1毫米，喙宽度约6.2毫米，喙厚度约5.7毫米，跗蹠长约17.2毫米，尾长约87.6毫米。赤红山椒鸟在其分布区内为留鸟，其栖息在密集的高大树木组成的森林中，食性为肉食性，主要食物来源是陆生无脊椎动物。

## 亚种
- [P. s. speciosus] 错误：{{Lang}}：文本有斜体标记（帮助）：分布于喜马拉雅山（克什米尔至阿萨姆邦东部）；在印度北部越冬。
- [P. s. semiruber] 错误：{{Lang}}：文本有斜体标记（帮助）：分布于印度东南部至缅甸南部、泰国和印度支那北部。
- [P. s. andamanensis] 错误：{{Lang}}：文本有斜体标记（帮助）：分布于安达曼群岛。
- [P. s. fraterculus] 错误：{{Lang}}：文本有斜体标记（帮助）：分布于印度东北部（布拉马普特拉河以南的阿萨姆邦）、缅甸北部、中国南部（云南、海南）和印度支那北部。
- [P. s. fohkiensis] 错误：{{Lang}}：文本有斜体标记（帮助）：分布于中国东南地区（湖南、福建、广东和广西）。
- [P. s. flammifer] 错误：{{Lang}}：文本有斜体标记（帮助）：分布于缅甸南部至泰国西南部和马来半岛北部。
- [P. s. xanthogaster] 错误：{{Lang}}：文本有斜体标记（帮助）：分布于南马来亚、苏门答腊、邦加岛和勿里洞岛。
- [P. s. minythomelas] 错误：{{Lang}}：文本有斜体标记（帮助）：分布于锡默卢岛（苏门答腊岛外）。
- [P. s. modiglianii] 错误：{{Lang}}：文本有斜体标记（帮助）：分布于恩加诺岛（苏门答腊岛外）。
- [P. s. insulanus] 错误：{{Lang}}：文本有斜体标记（帮助）：分布于婆罗洲。
- [P. s. novus] 错误：{{Lang}}：文本有斜体标记（帮助）：分布于菲律宾北部（吕宋岛和内格罗斯岛）。
- [P. s. leytensis] 错误：{{Lang}}：文本有斜体标记（帮助）：分布于菲律宾中部（萨马岛和莱特岛）。
- [P. s. gonzalesi] 错误：{{Lang}}：文本有斜体标记（帮助）：分布于棉兰老岛北部和东部（菲律宾南部）。
- [P. s. nigroluteus] 错误：{{Lang}}：文本有斜体标记（帮助）：分布于南棉兰老岛（菲律宾南部）。
- [P. s. johnstoniae] 错误：{{Lang}}：文本有斜体标记（帮助）：分布于棉兰老岛（菲律宾南部）阿波山。
- [P. s. marchesae] 错误：{{Lang}}：文本有斜体标记（帮助）：分布于Jolo Group（苏禄群岛）。
- [P. s. siebersi] 错误：{{Lang}}：文本有斜体标记（帮助）：分布于爪哇岛和巴厘岛。
- [P. s. exul] 错误：{{Lang}}：文本有斜体标记（帮助）：分布于龙目岛（小巽他群岛）。[4]